# Czułowice
Czułowice (ukr. Чуловичі, Czułowyci) – wieś na Ukrainie położona w obwodzie lwowskim, w rejonie lwowskim. Zamieszkana przez ok. 326 osób.

## Historia
Wieś została założona w 1720 r.
W 1772, w wyniku I rozbioru Polski, znalazła się pod władzą Austrii.
Od 1772 do 1918 wieś wchodziła w skład autonomicznego Królestwa Galicji i Lodomerii.
W latach 1917–1919 znalazła się na terenie podległym Zachodnioukraińskiej Republiki Ludowej.
W latach 1918–1945 miejscowość administracyjnie należała do powiatu rudeckiego w województwie lwowskim, od 1934 w gminie Komarno.
We wrześniu 1939 do Czułowic wkroczyły oddziały Armii Czerwonej. Cały ten obszar został włączony do Ukraińskiej Socjalistycznej Republiki Radzieckiej.
Od wybuchu wojny ZSRR-III Rzesza (lipiec 1941) wieś została zajęta przez wojska niemieckie po czym przyłączona do Generalnego Gubernatorstwa.
W 1944 r. do Czułowic ponownie wkroczyły oddziały Armii Czerwonej. W roku 1945 we wsi rozpoczęto masowe wysiedlenia Polaków.
Od 1991 Czułowice znajdują się na terenie Ukrainy.